# Small World (gioco)

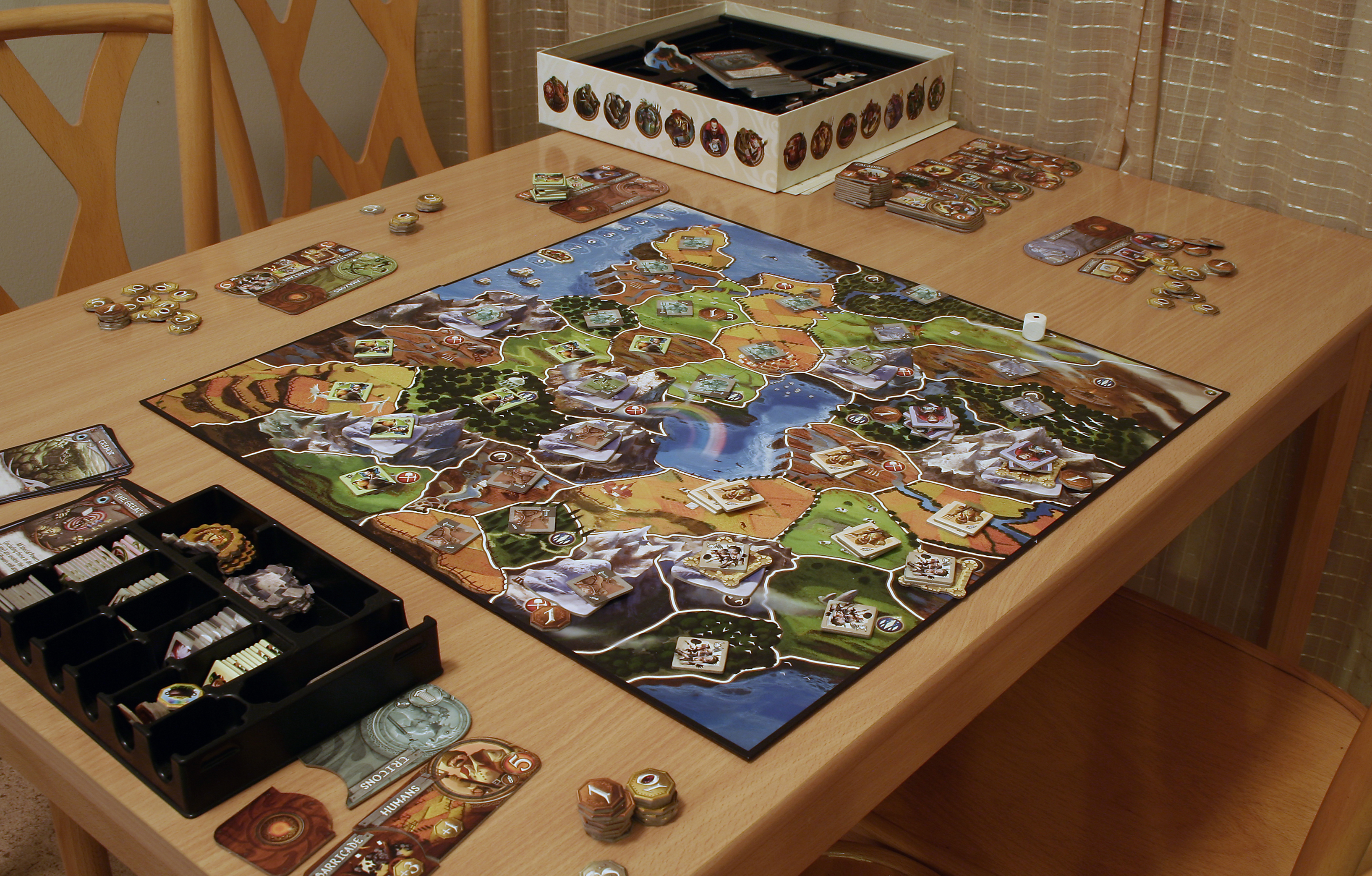
Partita di Small World in corso

Small World è un gioco da tavolo scritto da Philippe Keyaerts e pubblicato dalla Days of Wonder nel 2009. Il gioco è una rielaborazione di Vinci (Keyaerts, 1999). Small World ha vinto diversi premi tra cui quello di gioco dell'anno 2010 della rivista Games.

## Descrizione
Ogni giocatore inizia selezionando una delle razze fantasy disponibili, che vengono generate unendo due tessere, una che rappresenta una razza (per esempio "elfi" o "nani") e la seconda che rappresenta un aggettivo (per esempio "volanti" o "alchimisti") che aggiunge un'abilità speciale o metodo speciale di ottenere punti a quelli della prima tessera. Su entrambe le tessere è inoltre stampato un numero la cui somma indica il numero di pedine disponibili per il giocatore scegliendo quella razza.
Il giocatore usa le pedine della razza per catturare i territori della mappa di gioco, questa viene scelta tra le quattro mappe disponibili secondo il numero di giocatori, da 2 a 5 (una quinta mappa è stata pubblicata nel 2014 per permettere il gioco con sei giocatori). Per catturare un territorio un giocatore deve piazzare un certo numero di pedine su di esso, che dipende dal tipo di terreno, dal numero di pedine già presenti e dalle abilità speciali delle razze coinvolte. Se un giocatore può piazzare un numero di pedine sufficienti la cattura è sicura, se non lo può fare la mossa è illegale. Un'eccezione a questa regola è l'ultima mossa del turno, se un giocatore possiede ancora delle pedine insufficienti a conquistare un dato territorio può tentare di tirare un dado speciale (il dado rinforzo) che può aumentare la sua forza d'attacco di un valore che va da 0 a 3. Se il totale è ancora insufficiente alla conquista il suo turno termina senza che possa tentare la conquista di altri territori.
Se erano presenti delle pedine nemiche sul territorio catturato una di esse è rimossa dal gioco, mentre le altre sono ritornate al giocatore proprietario. Alla fine di ogni turno di gioco un giocatore può ridisporre come preferisce le sue pedine sulla mappa, anche abbandonando dei territori conquistati ed ottiene un certo numero di punti che dipende dai territori che possiede e dalle abilità speciali della razza che sta giocando.
Poiché solitamente il numero di pedine di una razza è fisso e può solo diminuire quando vengono sconfitte da altre razze e diluirsi nel controllare un territorio sempre più vasto il giocatore che la controlla ha la possibilità di dichiarare ad inizio turno il declino della sua razza. Tutte le pedine della razza vengono capovolte ad indicare che la razza è decaduta e solo una pedina per territorio controllato rimane in gioco. Al turno successivo il giocatore può scegliere una nuova razza da mettere in gioco, mentre le pedine della razza precedente non possono essere più mosse, ma i territori che occupano continuano a contare per il punteggio di fine turno.
Il numero di turni di gioco dipende dal numero di giocatori, al termine vince quello che ha raccolto più punti.

## Storia

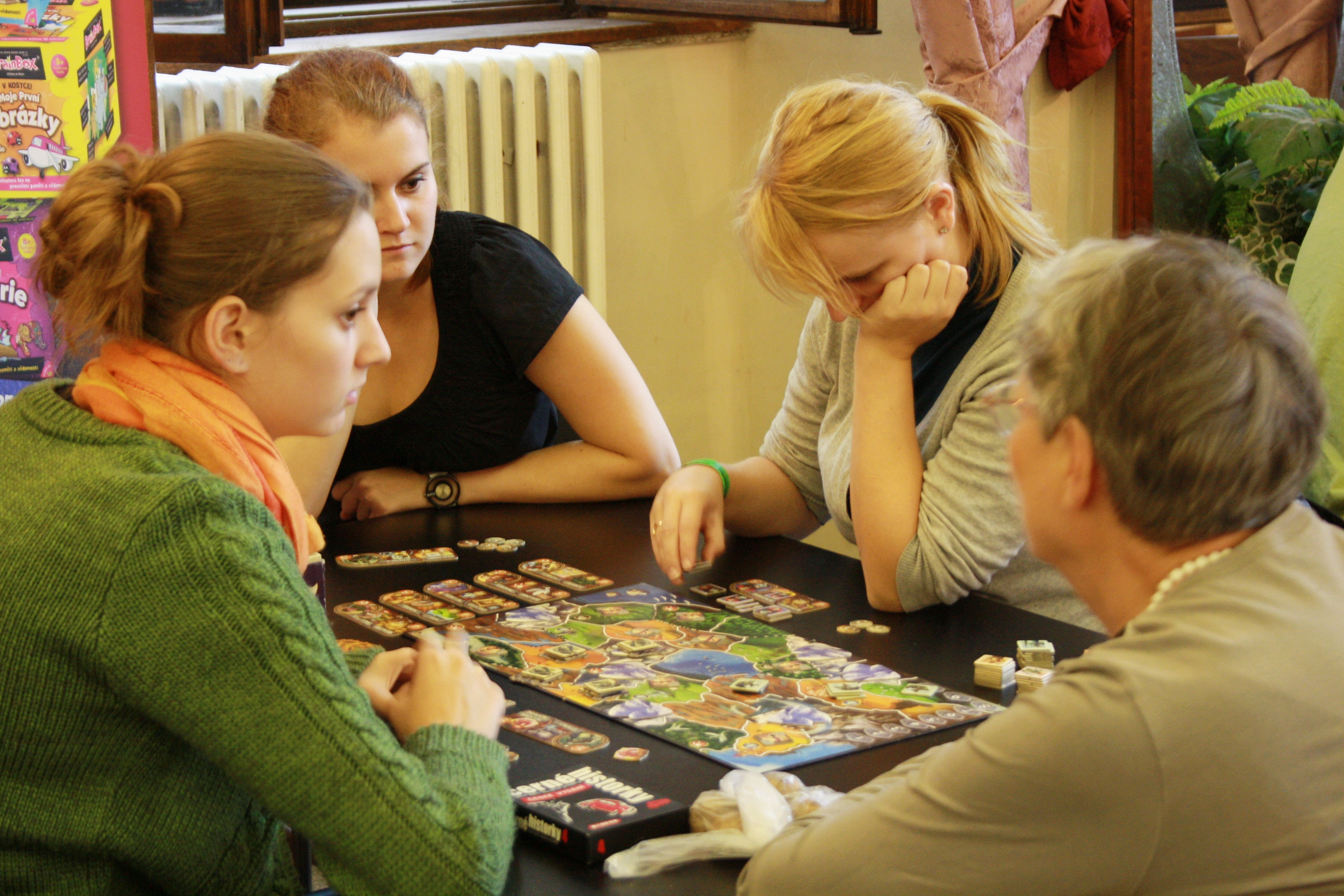
Small World

Philippe Keyaerts sviluppò Small World a partire dal suo gioco precedente, Vinci. Rispetto a quest'ultimo la cui ambientazione è la nascita e il declino dei popoli in Europa Small World ha un tema fantasy, aggiunge il tiro del dado a fine turno e riserve distinte di razze e poteri da combinare. Il 25 gennaio 2009 la Days of Wonder annunciò che il gioco sarebbe stato pubblicato a inizio aprile in Europa e a fine aprile/inizio maggio negli Stati Uniti. L'edizione originale fu pubblicata in tre edizioni (inglese, tedesco e francese). Nel giugno 2009 furono anche pubblicate edizioni in olandese, spagnolo e giapponese. Nel primo semestre della pubblicazione fu al sesto posto per vendite in Nord America, secondo il sito ICv2 e per aprile 2010 aveva venduto 57 000 copie del gioco.
Sono state pubblicate diverse espansioni per il gioco. Alcune aggiungono nuove razze e poteri speciali (Cursed!, Grand Dames of Small World, Be Not Afraid...), inclusa una disponibile solo ai sottoscrittori della campagna su Kickstarter per una versione digitale del gioco (Royal Bonus). Alcune aggiungono nuove meccaniche o elementi di gioco (Leaders of Small World, Necromancer Island, Tales and Legends). Un'espansione a sé stante è Small World Underground, ambientata nel sottosuolo, che introduce nuove razze e poteri, una nuova serie di mappe con tipi di regione differenti e nuove regole, come reliquie che danno poteri speciali al giocatore che le controlla. L'espansione Small World Realms aggiunge pezzi esagonali che permettono ai giocatori di comporre la propria mappa di gioco e gettoni tunnel da usare per connettere le mappe originali di Small World a quelle di Small World Underground. Small World: 6-Player Board contiene una nuova mappa che permette di giocare in sei giocatori (un lato della mappa è per Small World, l'altro per Small World Underground) e aggiunge regole per giocare in squadra e reliquie/posti popolari progettati per il gioco di squadra.
Nell'aprile 2010 distribuì una versione elettronica per iPad che permetteva solo il gioco tra due giocatori che si dovevano passare l'iPad tra una mossa e l'altra. Nel gennaio 2013 lanciò una campagna su Kickstarter per la produzione di una versione aggiornata del gioco su iPad che avrebbe aggiunto la possibilità di giocare online, accompagnata da versioni anche per Android e personal computer. Per i sottoscrittori era anche possibile prenotare una copia deluxe limitata del gioco con tessere in legno, monete in metallo e miniature tridimensionali dei vari componenti della mappa (montagne, castelli, tane degli hobbit, ecc.). La nuova versione elettronica per iPad, chiamata Small World 2, fu pubblicata nell'ottobre 2013 seguita a breve da quelle per Android e per personal computer. La nuova edizione permette di giocare online contro avversari indifferentemente dalla piattaforma di gioco.

## Premi e riconoscimenti
- 2009: Meeples' Choice Award
- 2010
  - Gioco dell'anno per la rivista Games;
  - As d'Or: vincitore Prix du Jury;